# VIS 100
VIS 100 (раньше: PR-15 Ragun) — 9-мм польский самозарядный пистолет. Название VIS 100 отсылает к знаменитому Vis.35, выпускавшийся Радомским оружейным заводом в 1936–1945 годах

## История
1 июля 2014 года оружейный завод в Радоме представил прототип нового армейского пистолета для замены WIST-94, в дальнейшем получившего название «PR-15 Ragun» с указанием года разработки конструкции (2015).
В мае 2017 года было принято решение передать партию пистолетов PR-15 в 3-ю бригаду территориальной обороны для войсковых испытаний, после завершения которых в ноябре 2017 года PR-15 был официально принят на вооружение.
4 декабря 2018 года министерство национальной обороны Польши заказало 20 тыс. пистолетов для войск территориальной обороны, которые должны поступить на вооружение под наименованием VIS-100.

## Описание
Пистолет разработан с учётом возможности двустороннего использования: кнопка сброса магазина, затворная задержка и рычаг безопасного спуска курка расположены с обеих сторон.
Автоматика работает по схеме использования отдачи при коротком ходе ствола и запиранием перекосом казенной части ствола в вертикальной плоскости за окно для выброса гильз в затворе.
Ударно-спусковой механизм курковый, самовзводный.
Магазин коробчатый с двухрядным расположением патронов.

## На вооружении
- Польша — вооружённые силы Польши с 2018 года